# Sve najbolje vol. 1
Sve najbolje vol. 1 je prvi kompilacijski album hrvatskog pjevača Miroslava Škore. Izdan je 2007. godine. Pored starih uspješnica, na ovom albumu su izdane nove pjesme: "Vrime rastanka" i "T'eraj žestoko".

## Popis pjesama
1. Ne dirajte mi ravnicu (3:34)
2. Šumi, šumi javore (3:45)
3. Moja Juliška (3:06)
4. Tamburaši pokraj Dunava (3:05)
5. Mata [Nova verzija] (6:04)
6. Kuća na kraju sela (3:23)
7. Otvor' ženo kapiju (3:10)
8. Tajna najveća (duet: Marta Nikolin) (3:40)
9. Oj, oraje (3:31)
10. Konji bili, konji vrani (4:52)
11. Majko jedina (3:21)
12. Da sam im'o šaku dukata (3:42)
13. Tako je Stipa volio Anu (5:11)
14. Garavušo, garava (3:00)
15. Ptica samica (4:05)
16. Vrime rastanka (3:25)
17. Što te imam, moj živote (3:13)
18. Dvorište (4:03)
19. T'eraj žestoko [Slavonske lole] (2:24)